# Északi kerület (Hongkong)
Az Északi kerület (kínaiul: 北區) Hongkong egyik kerülete, mely az Új területek városrészhez tartozik. A kerületben 117 falu található.